# Élise Vincent
Élise Vincent, née à Annecy, est une journaliste française. Elle est chargée des questions de défense au journal Le Monde depuis fin 2020. Elle a auparavant couvert pendant six ans les questions de terrorisme pour le quotidien du soir. Elle est lauréate du prix Albert-Londres de la presse écrite 2018.

## Biographie
Élise Vincent est titulaire d'un master d'histoire des relations internationales de l'Université Paris-Sorbonne et d'un diplôme de journalisme de l'Université Complutense de Madrid. C'est aussi une ancienne étudiante du Centre de formation et de perfectionnement des journalistes (CFPJ).
Entrée au Monde en 2006, elle est reporter pendant plusieurs années avant de se spécialiser sur les sujets régaliens. Entre 2010 et 2014, elle couvre les questions d'immigration, puis elle bascule sur les affaires de sécurité intérieure et de terrorisme en intégrant le pôle police-justice du Monde en janvier 2015. 

## Distinctions
- 2012 : Prix de la French-American Foundation (FAF) de New-York
- 2018 : prix Albert-Londres de la presse écrite, pour une série de reportages sur le djihadisme et la radicalisation en France[1],[2].

## Publications
- 2005 : Grimper autour du monde, avec Xavier Knockaert
- 2017 : La vague ; la France face à la "crise" migratoire (2014-2017)